# Paulo Mansur
Paulo Jorge Mansur Neto (Santos, 31 de julho de 1981) é um político brasileiro, filiado ao Partido Liberal (PL). Nas eleições de 2022, foi eleito deputado estadual por São Paulo com 86.201 votos (0,37% dos votos válidos).
É empresário da área da comunicação e apresentador do programa A Voz da População, transmitido pela VTV afiliada ao SBT na região de Campinas e Baixada Santista, e também pelo SBT Ribeirão Preto e SBT Central.

## Trajetória Empresarial
Paulo Mansur começou a trabalhar aos 14 anos como office boy na rádio Cultura Fm, durante as férias escolares. Aos 18 começou a vender propaganda para a emissora, tornando-se o executivo com melhor desempenho na área das vendas. Com apenas 19 anos resolveu partir para um desafio ainda maior: abriu sua própria empresa. Liderando 15 funcionários e ainda frequentando as aulas da faculdade de administração durante a noite, alcançou um sucesso que fez o próprio pai, empresário experiente, virar sócio da companhia. Mesmo envolvido com seus próprios negócios, nunca deixou de vender propaganda para as emissoras da família. Apesar da rotina exaustiva, ele acredita que valeu a pena “A venda sempre foi de porta em porta nos comércios e nas agências de publicidade. Esse corpo a corpo na rua me deixou com uma inteligência mais ampla e uma visão de 360 graus para as negociações”.
Mas a prática também foi aliada a uma boa formação acadêmica: graduou-se em Administração de Empresas e fez Pós-graduação em Planejamento Municipal. Tanto esforço culminou no convite para Paulo, aos 29 anos, assumir o departamento Comercial da emissora de televisão da família, assim como a direção da emissora de rádio, tornando-se Diretor Geral das emissoras de rádio e Diretor Comercial das emissoras de TV. Nessa mesma época, em 2012, começou a jornada dupla como apresentador, criando o programa A Voz da População. 